# Hou (Vendsyssel)
 For alternative betydninger, se Hov. (Se også artikler, som begynder med Hov)
Hou er en lille havne- og turistby i Vendsyssel med 616 indbyggere  (2024), beliggende i Hals Sogn ved Kattegat 32 km øst for Aalborg, og 8 km nord for Hals ved Limfjordens østlige udmunding. Hou hører til Aalborg Kommune og ligger i Region Nordjylland. Der er knap 250 husstande. Byens beboere benævnes houboer.
Hou Kirkedistrikt er selvstændigt med egen kirke. På mange måder står byen i skyggen af "storebror" Hals mod syd, når byen i pressen bl.a. benævnes Hou ved Hals.

## Turisme
Turisme er byens største indtægt. Byen har to strande på hver side af en tidligere fiskerihavn, der nu benyttes som lystbådehavn. Strandene er begge sandstrande med hvidt sand. Mellem Hou og nabobyen Hals (godt 8 km stik syd) ligger et sommerhusområde med godt 3500 sommerhuse. Det lokale erhvevslivs primære indtægt ligger derfor i juli og august, hvor folk fra sommerhuse og opland kommer til byen.

## Lokalsamfundet
I modsætning til mange tilsvarende småbyer har Hou en kraftig tilvækst i befolkningsantal. Denne tilvækst har betydet, at huspriserne generelt er højere end i de omkringliggende byer inde i landet.
Den kraftige tilvækst skyldes en kombination af en række faktorer. Der er kort vej til havet, men alligevel kun 30 min. til Aalborg i bil. Yderligere har byen sin egen folkeskole med i alt kun 90 elever fordelt over 6 klassetrin samt specialklasser – hvilket giver en meget lav klassekvotient. Desuden har byen trods det lave indbyggertal en stor dagligvarebutik som holder åbent hele året, hvilket er muligt i kraft af den store indtjening i sommermånederne.

## Historie
Hals Sogn, og dermed Hou by, har helt tilbage fra middelalderen været et selvstændigt birk. Derfor vil Hals Sogn i denne første gennemgang af dets ejerforhold bliver henvist til som Hals birk.

### Årene før 1700
Før 1203 var Hals birk krongods og hørte under Valdemar Sejr. I 1203 skænkedes Hals Sogn og birkeretten hertil til Vitskøl Kloster.
I 1573 blev Vitskøl Kloster overtaget af Bjørn Andersen Bjørn, hvorefter Hals birk er ejerløst i nogle år.
I 1597 kom Hals birk under Aalborghus.
I 1670 blev Hals birk udlagt som ryttergods, hvilket det er frem til 1716.
I 1682 omfattede Hou 9 gårde og 10 huse med jord, i alt 107,0 tdr. land dyrket jord værdisat til 18,36 tdr. hartkorn.
I 1687 blev Hals birk lagt sammen med Hvetbo og Kjær herreder.

### Årene 1700 – 1799
Den 14. marts 1716 blev skødet til Hals birk overdraget til Prinsesse Sophie Hedevig af hendes bror kong Frederik IV. Hals birk bestod på dette tidspunkt af Hals, Hou og Skovshoved. Prinsessen fik dermed birkerettighed over de tre byer.
I årene mens Sophie Hedvig ejede Hou, blev byens første skole bygget.
I 1730 overtog overkammerherre Carl Adolph von Plessen prinsessens besiddelser, inklusive Hou by. Prinsesse Hedvigs bror prins Carl af Danmark, havde oparbejdet en stor gæld ved at leve et fyrsteligt liv uden at have midlerne til det, og ved hans død i 1729 overtog prinsessen hans gæld. For at indfri blot noget af gælden skilte prinsessen sig af med sine ejendomme, og da von Plessen var en større kreditor, overtog han dem.
I 1735 solgte C. A. von Plessen ejendommene til købmand Jacob Severin fra Sæby, der drev handel i Arktis. Jacob Severin er kendt som den der videreførte handelen på Grønland efter Hans Egede.
I 1753 døde Jacob Severin. Besiddelserne, inklusive Hou, blev solgt på auktion til Grev Jarlsberg.
I 1771 afgik Grev Jarlsberg ved døden, hvorefter hans søn Caspar Jarlsberg overtog besiddelserne.
I 1773 solgte grev Caspar Jarlsberg Ladegården i Hals, inklusive Hals og Hou byer, til Nicolaj Duus.
I 1777 frasolgte Nicolaj Duus Hou by. I de efterfølgende år bliver huse og gårde i Hou solgt og overgik til selveje.

### Årene 1800 – 1899
I 1807 blev et søbatteri oprettet i Hou, i området øst for byen, lokalt kendt som Bakkerne. Batteriet blev anlagt efter ordre fra generalmajor Adam Ludvig Moltke, som følge af at englænderne i september måned samme år havde bombarderet København og røvet den danske krigsflåde. Batteriet var under ledelse fra Hals Skanse, under øverstkommanderende Ole Munch. Batteriet var lavet af primitive jordvolde forstærket med sten, og bemandet med 25-30 mand, der håndterede de 2 sekspunds kanoner. Styrken blev huset i de lokale hjem.
I november 1811 spillede batteriet en væsentlig rolle, da det hjalp med at bortjage engelske krigsfartøjer, der angreb 11 svenske fiskebåde. Batteriet var flere gange i brug under krigen, hvor det skød med løse og skarpe skud.
I 1814 sluttede krigen med englænderne og søbatteriet blev derefter nedlagt.
I 1833 udgavs Oeconomisk Skildring af Hou ved Hals af Peder Christian Møller. Hæftet, der er på 32 sider, beskriver udførligt fiskeriet i 1830'ernes Hou gennem årets 12 måneder, og redegør for fiskens anvendelse i handel og husholdning.
I april 1836 blev der oprettet et Bibliotek i Hou, på foranledning af Peder Christian Møller, der var lærer i Hou. Biblioteket var det første folkebibliotek i Vendsyssel.
Ved folketællingen i 1860 var der 333 indbyggere.
Ved folketællingen i 1870 var der 399 indbyggere.
Midt i 1880'erne bliver det indført at der i Hou Skole bliver afholdt gudstjeneste et par gange om ugen. Tidligere måtte kirkegængere vandre eller køre de 9 km til Hals via Kirke- og Tingvejen.
I slutningen af 1880'erne blev gudstjenesterne flyttet udendørs såfremt vejret tillod det. Gudstjenesterne blev i så fald afholdt under Præstebøgen, et skovstykke vest for byen (senere kendt som Paradiset).
I 1893 blev Andelsmejeriet i Hou oprettet.
Den 20. oktober 1899 blev grundstenen lagt til Hou Kirke på Rævemarken vest for byen.

### Årene 1900 – 1999
Søndag 14. oktober 1900 blev en ganske særlig gudstjeneste afholdt i Hou. Denne dag blev byens kirke indviet. Gennem det foregående år var indvielsen blevet udskudt flere gange, men da den endelig blev afholdt var det en festdag i Hou. Den første prædiken blev holdt af pastor Alfred Christensen, som var tiltrådt få uger forinden, og som kun havde gennemført to prædikener i Hou Skole.
Ved folketællingen i 1901 var der 520 indbyggere.
I 1919 blev Hou Borgerforening dannet. Den 17. februar blev foreningen stiftet af 27 fremmødte borgere. Peter Hansen blev udnævnt som formand for foreningen. Inspirationen til dannelsen var den nyligt oprettede borgerforening i Hals.
Samme år kom elektriciteten til Hou. I april måned blev optegningen af medlemmer til Højspændingsnetværket påbegyndt. Det startede med 926 Lampesteder og 21 Motorer på i alt 95 Hestekræfter.
I 1921 var der 394 indbyggere, fordelt over 77 gårde og huse.
I 1943 opkøbte Hou Borgerforening med støtte fra Hals Kommune grunden ved havet hvor søbatteriet fra englandskrigen var opført. Udover at bevare Hou Batteri for fremtiden, indrettede foreningen samtidig grunden med stier, for derved at gøre området til et samlingssted for byens borgere.
I 1947 blev der gennem et samarbejde mellem idrætsforeningen og borgerforeningen opkøbt jord af flere lodsejere til anlæggelse af en sportsplads. Der blev foretaget indsamling til projektet blandt borgerne, og yderligere støttede Hals Kommune økonomisk.
I 1948 blev der efter 45 års forsøg endelig påbegyndt et havnebyggeri i Hou. I første omgang blev der tale om en 400 meter lang mole ud fra kysten. Arbejdet begyndte d. 9. september. På dette tidspunkt er der endnu ikke blevet indsendt en ansøgning om byggetilladelse, ansøgningen blev først sendt d. 22. september: "det er meget nemmere blot at gå i gang".
I september 1950 var molen færdig og asfalteret, på trods af der endnu ikke var blevet givet tilladelse til at anlægge den. At arbejdet fortsattes på trods af en kavalkade af afslag, skyldtes at korrespondancen med de offentlige myndigheder blev foretaget af rutebilejer Søren Andersen alene, og at han havde hemmeligholdt afslagene for de øvrige i projektet. Søren Andersen blev af ministeriet udtrykkeligt gjort opmærksom på at dette kunne forlange molen fjernet på havneudvalgets bekostning; men han satsede og holdt det for sig selv.
I 1955 er der 395 indbyggere i Hou, fordelt over 120 husstande.
I 1969 blev Strandvejen anlagt vest for byen. Overskudsjorden fra byggeriet blev dumpet ud for kysten et stykke syd for molen. Det dumpede jord fungerede som en dæmning, dermed opstod en indsø og den nye strand på grund af strømforholdene.
I marts 1972 vedtog Fiskeriforeningen at lave en 100 meter lang kaj i forbindelse med molen, samt at uddybe sejlrenden og indsøen, der nu bliver kaldt havnen.
I 1973 blev Hou Havn officielt indviet af borgmester Evald Søndergaard. Selvom havnen blev indviet er der ikke tale om den havn, der har været ønsket gennem mere end 70 år, da der fortsat er problemer med tilsanding.
I september 1987 blev Klubhuset indviet. Klubhuset var en sammensmeltning af borgerforeningens og idrætsforeningens respektive planer om et forsamlingshus og et klubhus. Sportspladsen fra 1945 blev i den forbindelse solgt til kommunen, og den nye sportsplads blev placeret mellem skolen og strandvejen.